# Comuna Sadove, Arbuzînka
Sadove (în ucraineană Садове) este o comună în raionul Arbuzînka, regiunea Mîkolaiiv, Ucraina, formată din satele Novomîhailivka, Sadove (reședința), Vînohradnîi Iar și Zelena Poleana.

## Demografie
Componența lingvistică a comunei Sadove
     Ucraineană (93,29%)
     Rusă (4,5%)
     Română (1,95%)
     Alte limbi (0,17%)
Conform recensământului din 2001, majoritatea populației comunei Sadove era vorbitoare de ucraineană (93,29%), existând în minoritate și vorbitori de rusă (4,5%) și română (1,95%).